# Puerta de Morón de la Frontera
La Puerta de Morón de la Frontera, también llamada Puerta de los Cuatro Cantillos, es una puerta monumental situada en el casco urbano de la localidad sevillana de Marchena, España. Cuenta con la protección de la Declaración genérica del Decreto de 22 de abril de 1949, y la Ley 16/1985 sobre el Patrimonio Histórico Español.

## Descripción
Una de las puertas principales del recinto amurallado de Marchena de época tardoalmohade era aquella que conectaba la medina con el camino a través del cual se llegaba a la ciudad vecina de Morón de la Frontera. Fue un acceso acodado con un carácter cerrado y militar, al que se accedía desde la ciudad extramuros a través de un arco de herradura apuntado y enmarcado en un elaborado alfiz de cantería, que se encuentra un tanto modificado del aspecto que presentaría en origen. Tanto el arco, como el despiece de sus dovelas, el alfiz y todos los sillares cuadrangulares y ladrillos que lo encuadran, forman parte de la última etapa almohade, a excepción de los salmeres en nacela que conforman la herradura, que están claramente repuestos. 
En cuanto a la otra puerta del torreón, aquella que daba acceso a la medina y que se ubica en el alzado Este, se presenta mediante un doble arco de ladrillos rebajado, siendo únicamente originales las jambas del arco más externo, conformadas por sillares perfectamente cortados y colocados. Por tanto, la anchura de la puerta sigue siendo la misma que en origen, pero la rosca del arco ha sido reformada. Por encima de esta puerta, se conservan dos cajones de tapial original, uno de ellos cortado, y sobre los mismos, una línea de ruptura los separa del resto de la fábrica de tapial que emerge tras los restos de un enjabelgado contemporáneo.
La técnica constructiva es la misma que la del resto de muralla tardoalmohade, es decir, a base de cajones de tapial, observables en cada uno de sus cuatro frentes. Con respecto al alzado sur, es el que mejor conserva la fábrica de tapial, donde se observan casi nueve cajones, incluso en algunos puntos se aprecian las juntas verticales que los unen. No obstante, en origen, es muy probable que fuese una construcción unitaria en tapial, aunque su aspecto actual delata las continuas transformaciones que se han ido aconteciendo a lo largo de los siglos.
Las cadenas de sillares de las esquinas de los torreones se encuentran fragmentadas. Son grandes sillares de piedra arenisca, trabajados de forma rectangular o cuadrangular que se colocan como refuerzo en las esquinas, apreciable en todos los alzados. En cuanto al remate almenado original, no se conserva resto alguno, tan sólo sabemos, por otros conservados en diversas partes de la cerca, que sería un tanto más alto y con los merlones más proporcionados que los que encontramos actualmente.
En definitiva, esta tipología de puerta abierta dentro de la propia torre, en cuyo interior se desarrolla el pasaje en recodo, era un sistema más económico que el de arco flanqueado por dos torres. No obstante, la eficacia no era menor, ya que la puerta de acceso se ubicaba en uno de los costados de la torre y no en su frente, que presentaría unas mayores dimensiones, por lo que esa zona quedaba completamente dominada por la terraza de la torre, o bien, por el adarve de la muralla contigua (TORRES BALBÁS, 1985, 618). Encontramos otros ejemplos en la alcazaba de Granada, como son la Puerta Nueva o la Puerta Monaita.

## Historia
Es muy probable que la bula papal otorgada en 1430 para la reedificación de gran parte de la muralla favoreciera igualmente a este sector, que se encontraba bastante deteriorado con motivo de las agitaciones bélicas acontecidas en Marchena. Se efectuaron una serie de reformas y añadidos a lo largo de todo el sistema defensivo islámico, reconstruyendo los lugares que habían quedado arrasados y reforzando aquellos puntos más débiles con fábrica de mampuesto y cantería, y con la construcción de torreones semicirculares. En este caso, encontramos un gran zócalo de mampostería careada distribuido por cada uno de los cuatro alzados y que encaja perfectamente con el resto de elementos originales existentes (cadenas de sillares y jambas de puertas). A su vez, se entremezcla con una serie de parcheados de mampostería y retacados de ladrillos correspondientes a una etapa muy posterior. 
No es posible aseverar rotundamente si fue durante el siglo XVIII o bien ya en el siglo XIX, el momento en el que se produjeron una serie de reformas que afectaron notablemente el aspecto externo de este torreón. Sin duda, la más llamativa fue la apertura de una serie de vanos de entrada o ventilación para diversos negocios en su interior, que cambiarían con el tiempo, incorporados en el zócalo de mampuesto, que a su vez quedó encubierto por una gruesa capa de pintura que homogeneizaba su aspecto, junto con la jabelga que recibió toda la zona intermedia y alta ocultando la primitiva fábrica de tapial. Es por ello, que hasta la segunda mitad del siglo XX, este monumento, que además había perdido todo su remate almenado, aparecía aislado y sin ese carácter militar y fortificado del que en su día hizo gala, y que años después recuperaría. En el siglo XIX, se llevaron a cabo bastantes destrucciones en el trazado amurallado. Una de las más significativas fue la demolición de la puerta de Osuna, de la que tan sólo se conserva uno de los dos torreones que poseía. La puerta de Morón tenía adosada un lienzo de muralla que conectaría con una torre cuadrangular la cual se encontraba en lo que es hoy día la plaza actual del ayuntamiento, donde en la centuria siguiente, en 1906, aprovecharon la base de la susodicha torre para levantar la conocida Torre del Reloj (ALCAIDE, 2003, 89).